# Trezzano sul Naviglio
Trezzano sul Naviglio – miejscowość i gmina we Włoszech, w regionie Lombardia, w prowincji Mediolan.
Według danych na rok 2004 gminę zamieszkiwało 18 136 osób, 1813,6 os./km².